# Trite
Trite é um género de aranhas da família Salticidae (aranhas-saltadoras). A maioria das 18 espécies descritas para este género tem distribuição natural na Austrália e Nova Zelândia, mas com diversas dispersas pelas ilhas da Oceania, com uma espécie a atingir Rapa Iti.

## Espécies
O género Trite inclui as seguintes espécies:
- Trite albopilosa (Keyserling, 1883) — New South Wales, Victoria
- Trite auricoma (Urquhart, 1886) — Nova Zelândia
- Trite concinna Rainbow, 1920 — Lord Howe Islands, Norfolk Islands
- Trite gracilipalpis Berland, 1929 — Loyalty Islands
- Trite herbigrada (Urquhart, 1889) — Nova Zelândia
- Trite ignipilosa Berland, 1924 — Nova Caledónia
- Trite lineata Simon, 1885 — Nova Caledónia
- Trite longipalpis Marples, 1955 — Samoa, Tonga
- Trite longula (Thorell, 1881) — Queensland
- Trite mustilina (Powell, 1873) — Nova Zelândia
- Trite ornata Rainbow, 1915 — South Australia
- Trite parvula (Bryant, 1935) — Nova Zelândia
- Trite pennata Simon, 1885 — Nova Caledónia
- Trite planiceps Simon, 1899 — Nova Zelândia
- Trite ponapensis Berry, Beatty & Proszynski, 1997 — Ilhas Carolinas
- Trite rapaensis Berland, 1942 — Rapa
- Trite urvillei (Dalmas, 1917) — Nova Zelândia
- Trite vulpecula (Thorell, 1881) — Queensland